# 京都猟銃発砲事件
京都猟銃発砲事件（きょうとりょうじゅうはっぽうじけん）とは、2003年（平成15年）9月に京都府京都市山科区で発生した猟銃による殺人事件である。

## 概要
2003年（平成15年）9月20日午後8時頃、京都市山科区大塚野溝町で被害者（当時35歳）が自宅前の路上で頭から血を流して死亡しているのを住民からの110番通報を受けて駆けつけた山科署員が発見した。その後、西向かいに住む男（当時63歳）が自宅玄関で胸から血を流して死亡しているのを発見した。
最初の110番通報の数分後、男が京都府警山科警察署に「人を殺した」と110番通報したことから、男が被害者の頭を猟銃（散弾銃）で撃ち殺害した後に自宅に戻り、自身の胸を猟銃で撃ち自殺したと断定した。
男は1975年（昭和50年）に京都府公安委員会から散弾銃所持許可を得ており、事件当時は自宅に散弾銃を二丁保管していた。
被害者が道路にはみ出すように駐車する事で1年以上前からトラブルとなっており、事件直前も口論していた。